# Stockton (Kalifornia)
Stockton – miasto w Stanach Zjednoczonych, w stanie Kalifornia, w Dolinie Kalifornijskiej, nad rzeką San Joaquin na wschodnim skraju jej delty. Miasto jest połączone kanałem z zatoką San Francisco. W 2021 roku liczy 322,1 tys. mieszkańców, oraz 789,4 tys. w obszarze metropolitalnym.
Podczas Wielkiej Recesji (2008-10) Stockton dotknął kryzys mieszkaniowy, bezrobocie osiągnęło prawie 17%, a jego spadek trwał kilka lat. W tym czasie miasto zajęło 1. miejsce na liście najbardziej nieszczęśliwych miast w Stanach Zjednoczonych, według magazynu Forbes.
W mieście rozwinął się przemysł spożywczy, maszynowy, drzewny oraz papierniczy.
Od 1851 r. w mieście działa uniwersytet.

## Sport
- Stockton Heat – klub hokejowy.

W mieście rozgrywany jest kobiecy turniej tenisowy, pod nazwą University Of The Pacific Stockton Challenger, zaliczany do rangi ITF, z pulą nagród  60 000 $.

## Miasta partnerskie
- Shizuoka, Japonia
- Iloilo, Filipiny
- Empalme, Meksyk
- Foshan, ChRL
- Parma, Włochy
- Bătdâmbâng, Kambodża
- Asaba, Nigeria